# Crețulești, Dâmbovița
Crețulești este un sat în comuna Mătăsaru din județul Dâmbovița, Muntenia, România. Se invecineaza la nord cu sat Matasaru, la Nord-Est cu Odaia Turcului, la sud cu Tetcoiu iar la sud-vest cu Mogosani.
 Acest articol despre o localitate din județul Dâmbovița este deocamdată un ciot. Puteți ajuta Wikipedia prin completarea lui.